# الکساندر توموف
الکساندر توموف لازارف (به بلغاری: Aлександър Томов Лазаров) (زادهٔ ۳ آوریل ۱۹۴۹) کشتی‌گیر بازنشستهٔ اهل بلغارستان است که در دستهٔ فوق سنگین‌وزن کشتی فرنگی فعالیت می‌کرد. او برندهٔ مدال نقره در سه دورهٔ بازی‌های المپیک در ۱۹۷۲ مونیخ، ۱۹۷۶ مونترال و ۱۹۸۰ مسکو، و قهرمان پنج دورهٔ مسابقات قهرمانی کشتی جهان و نیز پنج دورهٔ مسابقات قهرمانی کشتی اروپا است و نام او در تالار مشاهیر اتحادیه جهانی کشتی قرار دارد.